# 가인주
가인주(버마어: ကရင်ပြည်နယ်, 영어: Kayin State)는 미얀마의 주이다. 주도는 바앙이다.

## 지리
미얀마 남부에 위치하고 만달레도, 샨주, 가야주, 버고군, 몬주, 태국의 매홍손주, 딱주에 접한다.

## 행정 구역
- 바앙군
- 꼬까예이군
- 먀워디군

## 교육
- 바앙 대학교

## 교통
- 바앙 공항

## 같이 보기
- 가인족
- 카렌 분쟁